# 4-ニトロフェノール-2-モノオキシゲナーゼ
4-ニトロフェノール-2-モノオキシゲナーゼ（4-nitrophenol 2-monooxygenase）は、次の化学反応を触媒する酸化還元酵素である。
4-ニトロフェノール + NADH + H+ + O2 {\displaystyle \rightleftharpoons } 4-ニトロカテコール + NAD+ + H2O
この酵素の基質は4-ニトロフェノール、NADH、H+とO2で、生成物は4-ニトロカテコール、NAD+とH2Oである。補因子としてFADを用いる。
組織名は4-nitrophenol,NADH:oxygen oxidoreductase (2-hydroxylating)で、別名に4-nitrophenol hydroxylase、4-nitrophenol-2-hydroxylaseがある。